# Kamerun (Damnatz)
Kamerun ist ein Ortsteil der Gemeinde Damnatz in der Samtgemeinde Elbtalaue im Landkreis Lüchow-Dannenberg in Niedersachsen.
1,5 km entfernt südöstlich verläuft die B 191. Die Elbe fließt nördlich in 1 km Entfernung.